# Радзовиці
Радзовиці (пол. Radzowice, нім. Reesewitz) — село в Польщі, у гміні Дзядова Клода Олесницького повіту Нижньосілезького воєводства.
Населення — 471 особа (2011).
У 1975-1998 роках село належало до Каліського воєводства.

## Демографія
Демографічна структура станом на 31 березня 2011 року:
|          | Загалом | Допрацездатний вік | Працездатний вік | Постпрацездатний вік |
| -------- | ------- | ------------------ | ---------------- | -------------------- |
| Чоловіки | 223     | 55                 | 150              | 18                   |
| Жінки    | 248     | 52                 | 146              | 50                   |
| Разом    | 471     | 107                | 296              | 68                   |